# Trocar

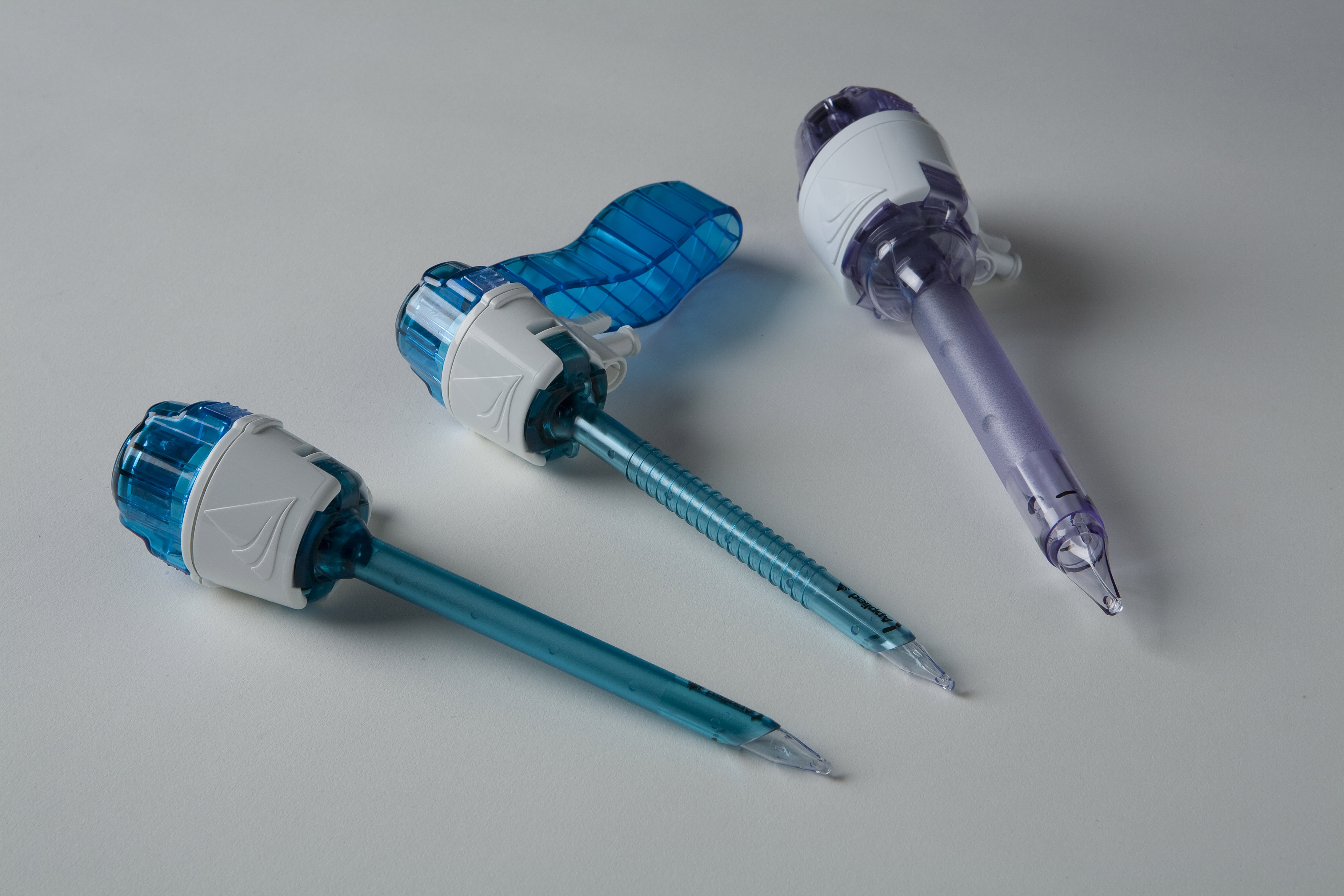
Conjunto de trocares descartables.

Un trocar (o trócar) es un instrumento quirúrgico. Está conformado por una lezna (la cual puede ser metálica o plástica aguzada o con un extremo no cortante), una cánula (tubo hueco) y un sello.
Los trocares se colocan en el abdomen durante la cirugía laparoscópica. El trocar funciona como un portal para la ubicación posterior de otros instrumentos, tales como pinzas, tijeras y abrochadoras. Los trocares también permiten el escape de gases o fluidos desde los órganos en el cuerpo.

## Etimología
La palabra trocar, menos comúnmente trochar, proviene del vocablo francés trocart, trois-quarts (tres cuartos), de trois 'tres' y carre 'lateral, cara de un instrumento', cuyo primer registro se encuentra en  Dictionnaire des Arts et des Sciences, 1694, de Thomas Corneille, hermano más joven de Pierre Corneille.

## Historia

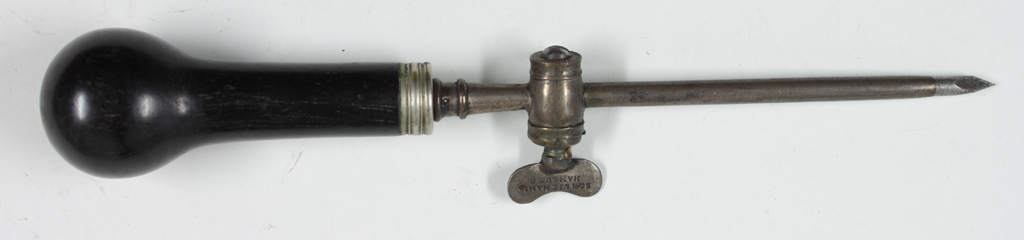
Trocar, c. 1850. Museo de Hamburgo (Alemania).

Originalmente, los doctores usaban los trocares para liberar la presión de fluidos (edema) o gases (hinchazón abdominal). Si bien a principios del siglo XIX aparecen patentes para trocares, su uso posiblemente se remonta unos mil años. A mediados del siglo XIX, las cánulas de trocar se habían sofisticado, como por ejemplo el invento de Reginald Southey del tubo Southey.

## Usos

### Uso quirúrgico
Los trocares son usados en medicina para acceder y drenar fluidos que se han acumulados por ejemplo en pacientes con hidrotórax o ascitis.
Desde fines del siglo XX, los trocares quirúrgicos se utilizan para realizar cirugía laparoscópica. Se colocan como medio de introducción de cámaras e instrumentos laparoscópicos de mano, como tijeras, pinzas, para realizar cirugías hasta ahora realizadas mediante una gran incisión abdominal, algo que ha revolucionado la atención al paciente. Los trocares quirúrgicos son más comúnmente un instrumento de uso de un solo paciente y se han graduado del diseño de "tres puntos" que le dio su nombre a un producto de "punta dilatadora" de hoja plana o algo que está completamente libre de hoja. Este último diseño ofrece una mayor seguridad al paciente debido a la técnica utilizada para insertarlos.
La inserción del trocar puede provocar una herida punzante perforante de un órgano subyacente que resulte en una complicación médica. Así, por ejemplo, la inserción laparoscópica de un trocar intraabdominal puede provocar una lesión intestinal que lleve a una peritonitis o una lesión de los grandes vasos sanguíneos con hemorragia.

### Embalsamamiento
Los trocares también se utilizan cerca del final del proceso de embalsamamiento para drenar fluidos corporales y órganos después de la sustitución vascular de la sangre con productos químicos de embalsamamiento. En lugar de insertar un tubo redondo, el cuchillo de tres lados del trocar clásico divide la piel exterior en tres "aletas" que luego se suturan fácilmente de una manera menos complicada. El trocar es conectado a una manguera de succión, generalmente conectada a un aspirador de agua. El proceso de eliminación de gas, fluidos y semisólidos de las cavidades corporales y los órganos huecos mediante el trocar se conoce como aspiración. El instrumento se inserta en el cuerpo 5 cm  hacia la izquierda y 5 cm hacia arriba desde el ombligo. Una vez que se han aspirado las cavidades torácica, abdominal y pélvica, el embalsamador inyecta el líquido de la cavidad en las cavidades torácica, abdominal y pélvica utilizando un trocar más pequeño conectado a través de una manguera que está conectada a una botella de líquido de cavidad de alto índice. La botella se mantiene boca abajo en el aire para permitir que la gravedad lleve el fluido de la cavidad a través del trocar hacia las cavidades. El embalsamador mueve el trocar de la misma manera que se utiliza para aspirar las cavidades para distribuir la sustancia química de manera completa y uniforme.
Una vez finalizado el embalsamamiento de la cavidad, la punción se sella comúnmente con un pequeño objeto de plástico parecido a un tornillo, llamado botón de trocar.

### Uso veterinario
Los trocares son ampliamente utilizados por los veterinarios no solo para drenar hidrotórax, ascitis o para introducir instrumentos en cirugía laparoscópica, sino también para afecciones agudas específicas de animales. En los casos de timpanismo ruminal en el ganado, se puede pasar un trocar de calibre ancho a través de la piel hacia el rumen para liberar el gas atrapado. En los perros, a menudo se realiza un procedimiento similar para pacientes que presentan torsión gástrica en el que se pasa un trocar de calibre ancho a través de la piel hasta el estómago para descomprimirlo inmediatamente. Dependiendo de la gravedad de los signos clínicos en la presentación, esto a menudo se realiza después de administrar un tratamiento para el dolor pero antes de la anestesia general. El tratamiento quirúrgico definitivo implica el reposicionamiento anatómico del estómago y el bazo seguido de una gastropexia del lado derecho. Dependiendo de la gravedad, la gastrectomía parcial y/o la esplenectomía pueden estar indicadas si los tejidos relevantes se han necrosado debido a isquemia causada por torsión/avulsión de la vasculatura irrigadora. Se recomienda el cuidado de apoyo posoperatorio de 72 horas, la fluidoterapia y la monitorización mediante ECG para las arritmias cardíacas.